# 巴黎北站 (巴黎地鐵)
巴黎北站（法語：Gare du Nord）是巴黎地鐵的一個車站。巴黎北站和法國鐵路的巴黎北站共構，是巴黎地鐵4號線和巴黎地鐵5號線的交會車站，並且也可換乘大區快鐵B線和大區快鐵D線。巴黎北站開通於1907年11月，聖文生·德·保祿教堂位於巴黎北站的附近。

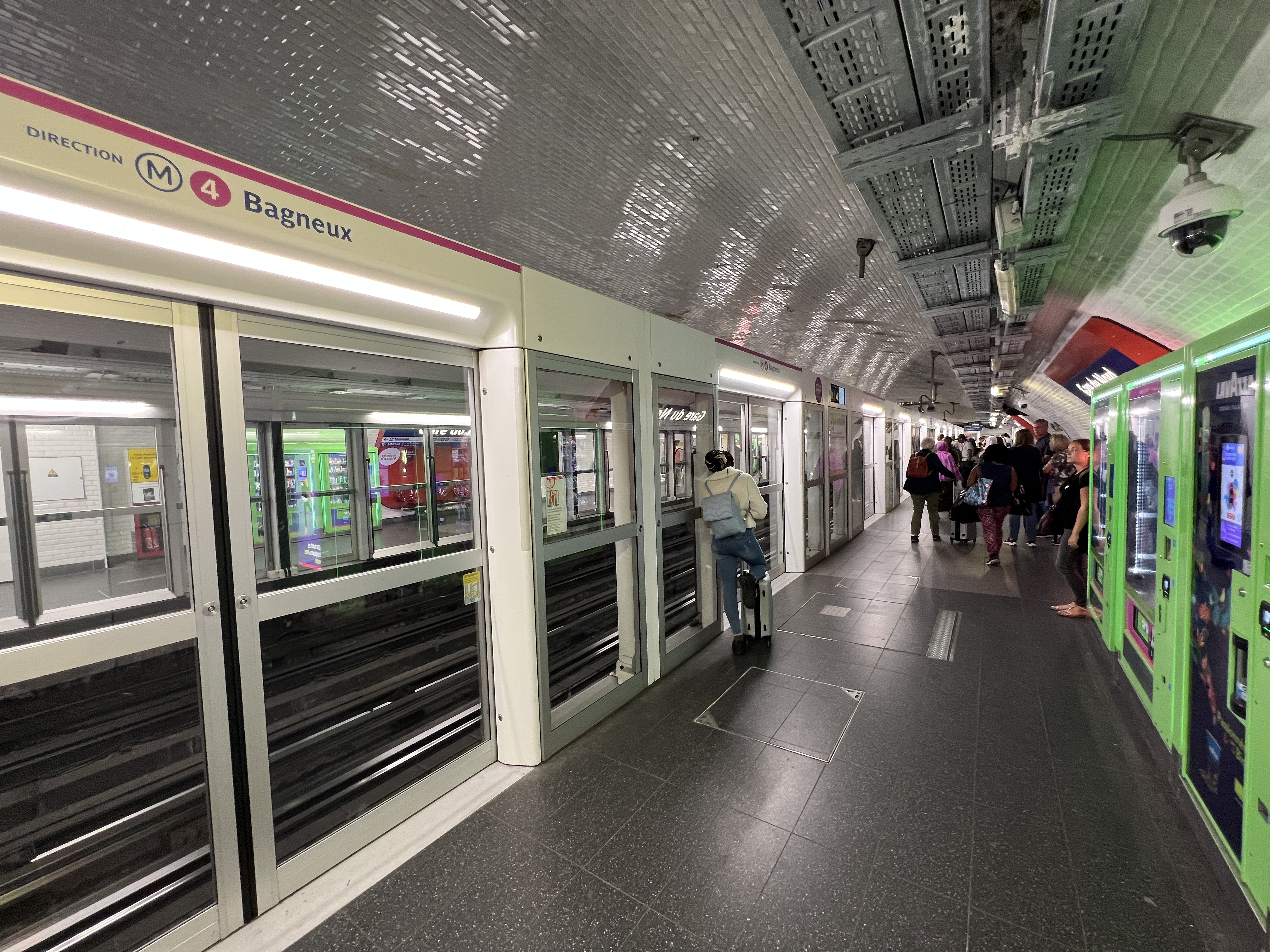
4號線月台 (2022年6月)

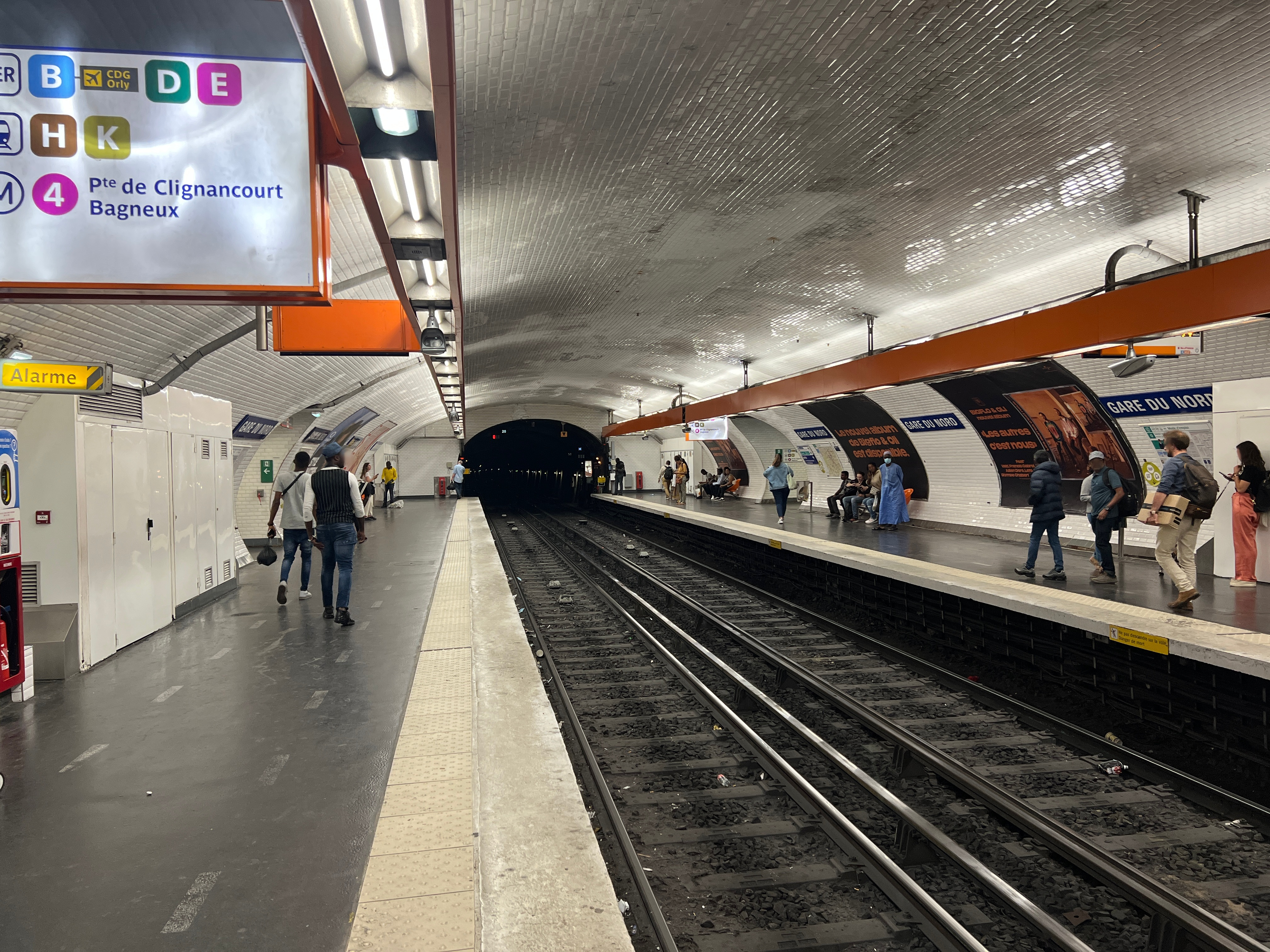
5號線月台 (2022年6月)

## 車站結構
| 街道      |                    |                                      |
| B1        | 連接層             |                                      |
| 4號線月台 | 側式月台，右側開門 | 側式月台，右側開門                   |
| 4號線月台 | 北行               | 往克里尼昂古門（巴貝斯-洛舒雅）      |
| 4號線月台 | 南行               | 往巴涅-露西·奧布拉克（巴黎東站）     |
| 4號線月台 | 側式月台，右側開門 |                                      |
| 5號線月台 | 側式月台，右側開門 | 側式月台，右側開門                   |
| 5號線月台 | 南行               | 往意大利廣場（巴黎東站）             |
| 5號線月台 | 北行               | 往博比尼-巴勃羅·畢卡索（史達林格勒） |
| 5號線月台 | 側式月台，右側開門 |                                      |